# Сайалеро, Марица
Мари́ца Сайале́ро Ферна́ндес (исп. Maritza Sayalero Fernández; р. 16 февраля 1961, Каракас, Венесуэла) — победительница конкурса Мисс Вселенная 1979, состоявшегося 20 июля 1979 года в Перте, Австралия.

## Мисс Венесуэла
Марица Сайалеро представляла штат Варгас на национальном конкурсе Мисс Венесуэла 16 мая 1979 года. В возрасте 18 лет она выиграла этот конкурс и получила право представлять свою страну на Мисс Вселенная 1979.

## Мисс Вселенная
Марица Сайалеро стала бесспорным лидером конкурса Мисс Вселенная, проходившего в австралийском Перте 20 июля 1979 года, уверенно победив в конкурсах купальников, интервью и вечерних платьев. Таким образом она стала первой представительницей Венесуэлы, взявшей титул Мисс Вселенная.

## Дальнейшая биография
В 1980 году Марица Сайалеро вышла замуж за мексиканского теннисиста Рауля Рамиреса. У них трое детей: Ребека (род. 1982), Рауль Алан (род. 1984) и Даниэль Франсиско (род. 1989).
Сайалеро проживает со своей семьёй в городе Энсенада, штат Нижняя Калифорния. На протяжении длительного времени она владела там бутиком, где продавала свои собственные дизайнерские работы.